# Pont au Change

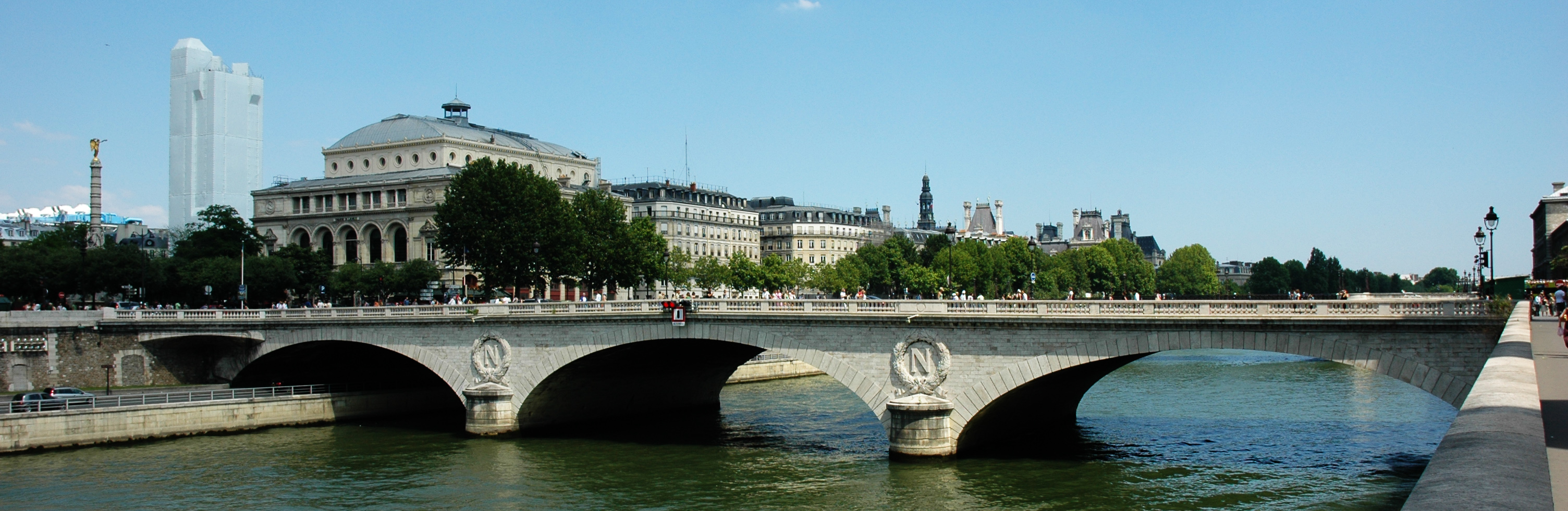
Vista del Pont au Change.

El pont au Change és un pont parisenc sobre el Sena. Enllaça l'île de la Cité des del palau de Justícia i la Conciergerie, a la riba dreta a nivell del théâtre du Châtelet. Se situa al límit entre els  1r i  4t districte.

## Història
El primer pont que va ser construït en aquest indret al segle IX per salvar el gran braç del Sena, sota el regnat de  Carles el Calb, es deia aleshores el "Grand-Pont", per oposició al Petit-Pont que salvava el petit braç del riu. El seu nom actual prové del fet que els primers brokers de França, els courratiers de change, s'hi reunien per controlar i regular els deutes de les comunitats agrícoles per als bancs. En aquesta època, els joiers, orfebres i canviadors hi havien instal·lat les seves botigues tan estretes que no es veia el Sena des del pont. Aquest serà destruït per un incendi el 1621. Es reconstrueix del 1639 al 1647 gràcies a les despeses dels seus ocupants: el pont de maçoneria comprenia 7 arcs i era en aquell temps el més ample de la capital. Les cases que suportava seran finalment enderrocades el 1786.